# Sofiane Feghouli
Sofiane Feghouli (Levallois-Perret, 26 december 1989) is een Algerijnse voetballer die bij voorkeur op de rechtervleugel speelt. Feghouli debuteerde in 2011 in het Algerijns voetbalelftal.

## Clubcarrière

### Grenoble
Feghouli's profcarrière begon bij Grenoble. Hij werd toegevoegd aan het eerste team in seizoen 2006/07 en kreeg rugnummer 33 toegewezen. Op 27 april 2007 maakte hij op zeventienjarige leeftijd zijn debuut voor de club, als wisselspeler tegen Stade de Reims. Grenoble won de wedstrijd met 1-0. Hij speelde dat seizoen twee wedstrijden. Hij kreeg zijn eerste basisplaats op de laatste speeldag van het seizoen, tegen Montpellier HSC. In hetzelfde seizoen tekende hij zijn eerste profcontract bij Grenoble. Het volgende seizoen verdiende hij een basisplaats en kreeg hij rugnummer 8 toegewezen. Dat jaar speelde hij 26 wedstrijden en scoorde hij drie goals, waarna hij met Grenoble naar de Ligue 1 promoveerde. Hij scoorde zijn eerste doelpunt in een wedstrijd tegen Stade de Reims, die Grenoble met 4-3 won.
Aan het begin van seizoen 2009/10 werd er vastgesteld dat hij zijn meniscus in zijn rechterknie had gescheurd. Hij werd in oktober succesvol geopereerd. Na de operatie kreeg Feghouli veel kritiek. CEO Pierre Wantiez vond dat Feghouli's lange afwezigheid een slechte invloed had op de rest van het team. Hij stelde een transfer voor, want zijn contract zou aan het einde van het seizoen verlopen en Feghouli was al met diverse clubs aan het onderhandelen.

### Valencia
Op 20 mei 2010 ondertekende Feghouli een contract dat hem voor vier jaar verbond aan het Spaanse Valencia CF. Hij maakte op 25 september zijn debuut in de Primera División. Hij verving die dag Juan Mata tijdens een 2-0-overwinning op Sporting Gijón.
Op 28 januari 2011 werd Feghouli tot juni verhuurd aan UD Almería, dat op dat moment ook in de Primera División speelde. Hij kwam meermaals voor het team uit, maar kon degradatie aan het einde van het seizoen niet voorkomen.
Het seizoen erna keerde Feghouli terug naar Valencia. Mede door de vertrekken van Mata en Vicente Rodríguez werd Feghouli een basisspeler. Hij scoorde zijn eerste goals voor Valencia op 29 oktober 2011, in een met 3-1 gewonnen wedstrijd tegen Getafe CF.

### West Ham United
Feghouli tekende in juni 2016 een contract tot medio 2019 bij West Ham United, dat hem transfervrij overnam van Valencia.

### Galatasaray
In 2017 maakte Feghouli de overstap naar Galatasaray, waar hij een 5-jarig contract tekende. De club betaalde 4,25 miljoen euro voor zijn transfer. Zijn contract werd na afloop niet verlengd, waardoor hij in 2022 afscheid nam van de club.

## Clubstatistieken
| Seizoen | Club             | Land               | Competitie       | Competitie | Competitie | Beker | Beker | Internationaal | Internationaal | Totaal | Totaal |
| Seizoen | Club             | Land               | Competitie       | Wed.       | Dlp.       | Wed.  | Dlp.  | Wed.           | Dlp.           | Wed.   | Dlp.   |
| ------- | ---------------- | ------------------ | ---------------- | ---------- | ---------- | ----- | ----- | -------------- | -------------- | ------ | ------ |
| 2006/07 | Grenoble Foot 38 | Vlag van Frankrijk | Ligue 2          | 3          | 0          | 0     | 0     | —              | —              | 3      | 0      |
| 2007/08 | Grenoble Foot 38 | Vlag van Frankrijk | Ligue 2          | 26         | 3          | 0     | 0     | —              | —              | 26     | 3      |
| 2008/09 | Grenoble Foot 38 | Vlag van Frankrijk | Ligue 1          | 26         | 0          | 2     | 0     | —              | —              | 28     | 0      |
| 2009/10 | Grenoble Foot 38 | Vlag van Frankrijk | Ligue 1          | 5          | 0          | 1     | 0     | —              | —              | 6      | 0      |
| 2010/11 | Valencia CF      | Vlag van Spanje    | Primera División | 3          | 0          | 1     | 1     | 1              | 0              | 5      | 1      |
| 2010/11 | → UD Almería     | Vlag van Spanje    | Primera División | 9          | 2          | 1     | 0     | —              | —              | 10     | 2      |
| 2011/12 | Valencia CF      | Vlag van Spanje    | Primera División | 30         | 6          | 6     | 0     | 13             | 0              | 49     | 6      |
| 2012/13 | Valencia CF      | Vlag van Spanje    | Primera División | 27         | 3          | 2     | 0     | 8              | 3              | 37     | 6      |
| 2013/14 | Valencia CF      | Vlag van Spanje    | Primera División | 32         | 4          | 3     | 0     | 10             | 3              | 45     | 7      |
| 2014/15 | Valencia CF      | Vlag van Spanje    | Primera División | 33         | 6          | 0     | 0     | —              | —              | 33     | 6      |
| 2015/16 | Valencia CF      | Vlag van Spanje    | Primera División | 21         | 1          | 2     | 0     | 10             | 4              | 33     | 5      |
| 2016/17 | West Ham United  | Vlag van Engeland  | Premier League   | 21         | 3          | 4     | 0     | 2              | 1              | 27     | 4      |
| 2017/18 | Galatasaray      | Vlag van Turkije   | Süper Lig        | 27         | 6          | 4     | 1     | —              | —              | 31     | 7      |
| 2018/19 | Galatasaray      | Vlag van Turkije   | Süper Lig        | 29         | 9          | 5     | 3     | 5              | 1              | 40     | 13     |
| 2019/20 | Galatasaray      | Vlag van Turkije   | Süper Lig        | 27         | 6          | 3     | 1     | 5              | 0              | 36     | 7      |
| 2020/21 | Galatasaray      | Vlag van Turkije   | Süper Lig        | 22         | 2          | 0     | 0     | 3              | 0              | 25     | 2      |
| 2021/22 | Galatasaray      | Vlag van Turkije   | Süper Lig        | 3          | 1          | 0     | 0     | 4              | 1              | 7      | 2      |
| 2022/23 | Fatih Karagümrük | Vlag van Turkije   | Süper Lig        | 1          | 0          | 0     | 0     | 0              | 0              | 1      | 0      |
| Totaal  | Totaal           | Totaal             | Totaal           | 345        | 52         | 31    | 6     | 62             | 13             | 442    | 71     |

## Interlandcarrière

### Frankrijk
Feghouli kon voor Frankrijk en Algerije spelen. Hij verkoos in zijn tienertijd Frankrijk en kwam uit voor diverse Franse jeugdteams. Op 12 november 2008 werd Feghouli geselecteerd voor een vriendschappelijke wedstrijd tegen Uruguay. Ondanks dat belde de toenmalige trainer van Algerije, Rabah Saadane, hem op om hem over te halen voor Algerije te kiezen. Aanvoerder Yazid Mansouri deed hetzelfde.

### Algerije
Feghouli verklaarde op 25 mei 2011 dat hij voor het Algerijns voetbalelftal uit wilde komen en werd uitgenodigd voor een trainingskamp. Het team zou een oefeninterland spelen tegen Marokko. Hij kon deze wedstrijd nog niet spelen, maar zegde toe voor Algerije te kiezen. Op 23 oktober 2011 maakte de Algerijnse voetbalbond bekend dat de FIFA het verzoek om van nationaliteit (Frans naar Algerijns) te veranderen officieel geaccepteerd had. Twee dagen later werd Feghouli opgeroepen voor oefeninterlands tegen Tunesië en Kameroen in november.
Feghouli maakte op 29 februari 2012 zijn debuut in het Algerijnse elftal, in een met 2-1 gewonnen kwalificatiewedstrijd voor de Afrika Cup tegen Gambia. Tijdens de kwalificatiereeks voor het WK 2014 maakte hij drie doelpunten in zeven wedstrijden. Tijdens de eerste swedstrijd van het Algerijnse team op het WK 2014 benutte Feghouli een penalty in de met 2-1 verloren wedstrijd tegen België. Hij maakte daarmee het eerste doelpunt voor Algerije op een WK in 28 jaar.

## Erelijst
| Competitie         |             |                  |             |             |
| Competitie         | Aantal      | Jaren            |             |             |
| Galatasaray        | Galatasaray | Galatasaray      | Galatasaray | Galatasaray |
| ------------------ | ----------- | ---------------- | ----------- | ----------- |
| Kampioen Süper Lig | 2x          | 2017/18, 2018/19 |             |             |
| Beker van Turkije  | 1x          | 2018/19          |             |             |
| Algerije           |             |                  |             |             |
| Afrikaans kampioen | 1x          | 2019             |             |             |